# 알리체 볼피
알리체 볼피(이탈리아어: Alice Volpi, 1992년 4월 15일~)는 이탈리아의 펜싱 선수로 주 종목은 플뢰레이다. 2020년 하계 올림픽에서 여자 플뢰레 단체전 동메달을 획득했다.